# John Forbes (Dichter)
John Forbes (* 1950 in Melbourne; † 23. Januar 1998 ebenda) war ein australischer Dichter.

## Leben
John Forbes wurde 1950 in Melbourne, New South Wales, geboren und wuchs in Neuguinea, Malaysia und Sydney auf. Sein Vater war zivilangestellter Meteorologe bei der australischen Luftwaffe. Gegen Ende der sechziger Jahre hatte Forbes begonnen, Gedichte zu schreiben. Seine ersten, 1969 an Poetry Australia eingeschickten Manuskripte wurden allerdings vom Herausgeber des Magazins, John Tranter, abgelehnt. Im Laufe der siebziger Jahre reifte Forbes’ Kunst, und 1981 brachte John Tranter Forbes’ zweites Buch, Stalin’s Holidays, heraus. Forbes’ Interesse an Militärgeschichte, Philosophie, Katholizismus, Kunsttheorie und Politik flossen auch in seine meist ironisch gehaltenen Gedichte ein. Nachdem er zwischenzeitlich auch als Möbelpacker gearbeitet hatte, war er später literary editor und zuletzt teacher of creative writing an der Universität von Melbourne. Am 23. Januar 1998 verstarb er überraschend im Alter von 47 Jahren an einem Herzinfarkt in seinem Haus in Melbourne.

## Werke
- Tropical Skiing (1976).
- Stalin’s Holiday (1981).
- The Stunned Mullet (1988).

| Personendaten    | Personendaten         |
| ---------------- | --------------------- |
| NAME             | Forbes, John          |
| KURZBESCHREIBUNG | australischer Dichter |
| GEBURTSDATUM     | 1950                  |
| GEBURTSORT       | Melbourne             |
| STERBEDATUM      | 23. Januar 1998       |
| STERBEORT        | Melbourne             |